# Pius II
Pius II (llatí: Pius PP. II)  (Pienza, 18 d'octubre de 1405 - Ancona, 14 d'agost de 1464), nascut Enea Silvio Piccolomini, va ser papa de Roma del 1458 a 1464.
Procedia d'una família noble empobrida. Va estudiar a les universitats de Siena i Florència i el 1431 va posar-se al servei del cardenal Domenico Capranica com a secretari. Amb ell va anar al Concili de Basilea.
El 1434 va passar a servei de Nicodemo della Scala, bisbe de Frisinga, amb qui va participar en la dieta de Frankfurt. Més tard va passar a servei de Niccolò Albergati, cardenal prevere de la Santa Creu.
Enea Silvio Piccolomini va ser un gran humanista i va escriure diverses obres en llatí com ara diverses cròniques històriques, una autobiografia i una abundant correspondència. De jove fins i tot va escriure una obra eròtica: Historia duorum amantium (Història de dos amants).
El 1446 va ser nomenat vice-diaca de Viena i l'any següent va esdevenir bisbe de Trieste i el 1450 de Siena. Calixt III el va nomenar cardenal el 1456 i a la seva mort, l'agost del 1458, va esdevenir Papa.
Durant el seu pontificat va intentar deixar una empremta de la seva persona i va intentar reformar l'Església però es va topar amb l'oposició dels cardenals. Com a humanista, creia que es podia reformar la ciutat seguint els cànons clàssics i va fer-ne la prova amb el seu poble natal, Corsignano, actualment Pienza.
En el seu pontificat va continuar la tasca de Calixt III intentant convocar una croada contra els turcs que era una amenaça per la cristiandat, intentant que França, Borgonya, Hongria i Venècia s'unissin contra els turcs, però no van fer-li gaire cas. En la mateixa línia, volgué reunir els ordes militars en un de nou, l'Orde de Santa Maria de Betlem que fundà per lluitar contra els otomans, com un altre, l'Orde Sacre de la Companyia de Jesús (1459). Justament va ser durant un viatge a Ancona per embarcar-se a Terra Santa quan va morir.
Va continuar la lluita les doctrines hussites i en 1462 declarà els Compacta nuls i prohibí la comunió sota les dues espècies.